# 丁乙留
丁乙留，本名埃拉胡·冯·艾伦巴赫（德語：Elahiu von Erlenbach，1965年—2018年2月18日），德国人，著名指挥家。曾在中国担任中央芭蕾舞团、南开学生交响乐团、浙江交响乐团、山西省交响乐团（原山西省歌舞剧院有限公司交响乐团）、宁波交响乐团的音乐总监或首席指挥。